# Rijksbeschermd gezicht Havelte - Van Helomaweg
Havelte - Van Helomaweg is een van rijkswege beschermd dorpsgezicht in Havelte in de Nederlandse provincie Drenthe. Het gebied werd op 13 maart 1969 definitief aangewezen. Het beschermd gezicht beslaat een oppervlakte van 16 hectare.
Panden die binnen een beschermd gezicht vallen krijgen niet automatisch de status van beschermd monument. Wel zal de gemeente het bestemmingsplan aanpassen om nieuwe ontwikkelingen in het gebied te reguleren. De gezichtsbescherming richt zich op de stedenbouwkundige en cultuurhistorische waardering van een gebied en wil het toekomstig functioneren daarvan veiligstellen.